# Матвеенко, Иван Андреевич
Иван Андреевич Матвеенко (1923—2008) — полковник Советской Армии, участник Великой Отечественной войны, Герой Советского Союза (1945).

## Биография
Иван Матвеенко родился 7 октября 1923 года в селе Васильевка (ныне — Бутурлиновский район Воронежской области). Окончил среднюю школу. В 1941 году Матвеенко был призван на службу в Рабоче-крестьянскую Красную Армию. В 1942 году он окончил Орловское танковое училище. С сентября того же года — на фронтах Великой Отечественной войны. В боях три раза был ранен.
К июлю 1944 года лейтенант Иван Матвеенко командовал взводом 120-й отдельной танковой бригады 5-й армии 3-го Белорусского фронта. Отличился во время освобождения Литовской ССР. 29 июля 1944 года экипаж Матвеенко в боях за Каунас уничтожил 4 танка и 2 бронемашины, отразив немецкие контратаки.
Указом Президиума Верховного Совета СССР от 24 марта 1945 года за «образцовое выполнение боевых заданий командования на фронте борьбы с немецкими захватчиками и проявленные при этом мужество и героизм» лейтенант Иван Матвеенко был удостоен высокого звания Героя Советского Союза с вручением ордена Ленина и медали «Золотая Звезда» за номером 6192.
После окончания войны в звании гвардии капитана Матвеенко был уволен в запас. Проживал в Киеве. В 1951 году окончил Киевский государственный университет. Преподавал на кафедре истории КПСС в Киевском технологическом институте. Активно занимался общественной деятельностью. 
Умер 26 июля 2008 года, похоронен на Байковом кладбище Киева.
Был также награждён орденами Красного Знамени, Отечественной войны 1-й и 2-й степеней, Красной Звезды, рядом советских медалей и украинских наград.